# Psorophora infinis
Psorophora infinis är en tvåvingeart som först beskrevs av Dyar och Frederick Knab 1906.  Psorophora infinis ingår i släktet Psorophora och familjen stickmyggor. Inga underarter finns listade i Catalogue of Life.